# Vindula pallida
Vindula pallida är en fjärilsart som beskrevs av Otto Staudinger 1885. Vindula pallida ingår i släktet Vindula och familjen praktfjärilar. Inga underarter finns listade i Catalogue of Life.